# Irene Condachi
Irene Condachi (ur. 7 czerwca 1899, zm. 3 września 1970) – maltańska lekarka, jedna z zaledwie dwóch lekarek praktykujących na Malcie podczas II wojny światowej. Jedna z założycielek szkolnej służby medycznej, została oficerem medycznym szkoły rządowej i przypisuje się jej zwalczenie świerzbu w placówkach edukacyjnych.

## Wczesne życie
Irene Condachi urodziła się na Malcie 7 czerwca 1899. Jej rodzina była niedawnymi imigrantami z Grecji, a jej ojciec, Constanino Condachi, był kupcem. Wychowała się w greckiej tradycji prawosławnej, która odnosiła się bardziej tolerancyjnie do kobiet pracujących poza domem. W 1916 rozpoczęła studia medyczne na Uniwersytecie Maltańskim, które opuściła po roku. Dziesięć lat później uzyskała dyplom lekarza na Uniwersytecie w Neapolu. Kontynuując studia, Condachi uzyskała w 1928 na Uniwersytecie w Pawii tytuł specjalisty pediatrii.

## Kariera
Po ukończeniu studiów i powrocie na Maltę Condachi została asystentką Josepha Ellula, profesora odpowiedzialnego za położnictwo i ginekologię na Uniwersytecie Maltańskim w Valletcie. W 1938 została zatrudniona jako oficer medyczny w szkole rządowej i zamieszkała na Triq Luzio w Sliemie. Na początku wojny, kiedy do walki przystąpiło wielu mężczyzn, kobiety w większym stopniu zaangażowały się w obronę wyspy. Wraz z okulistą i dentystą Condachi rozpoczęła szkolną służbę medyczną. Z powodu braku środków transportu odwiedzała różne szkoły na wyspie pieszo lub autostopem, aby w latach 1941–1942 zaszczepić i przeprowadzić badania lekarskie ponad 20 000 dzieci w wieku szkolnym. Była odpowiedzialna za zwalczenie świerzbu w szkołach rządowych przy użyciu maści na bazie nafty. Warunki jej pracy były niebezpieczne, gdyż w 1941 szkoły rządowe zamieniono w szpitale i ośrodki dla uchodźców. Gdy Condachi doglądała szpitala w szkole rządowej w Qormi, obiekt został zbombardowany, a Condachi, jej personel, uchodźcy i uczniowie ledwo uciekli do podziemnego schronu pod szkołą dla dziewcząt. Była jedną z zaledwie dwóch lekarek, które podczas wojny praktykowały na Malcie. Po wojnie Condachi pełniła funkcję lekarza w Ministerstwie Edukacji do roku 1959. Była najlepiej opłacaną kobietą w służbie rządowej swojej epoki.

## Śmierć i dziedzictwo
Condachi zmarła w 1970. Została zapamiętana ze względu na swoją długą karierę w świadczeniu usług medycznych na Malcie.
W 2014 Simon Cusens ukończył studia magisterskie, będące pierwszą pracą naukową na temat historii kobiet na Malcie podczas II wojny światowej. Podczas swoich badań odkrył historię Irene Condachi, która została zawarta w książce z 2016.